# Tron (cryptomonnaie)
Pour les articles homonymes, voir Tron (homonymie).
Tron est une blockchain basée sur la preuve d'enjeu avec fonctionnalités de contrat intelligent. Le terme désigne également la cryptomonnaie native TRX.
Fondé en 2017 par l'entrepreneur chinois Sun Yuchen, Tron est géré par la Fondation TRON, une organisation à but non lucratif établie la même année à Singapour. Il s'agit d'un logiciel libre.

## Histoire
Tron a été créé en 2017 par l'entrepreneur chinois Justin Sun. La Fondation TRON a levé 70 millions de dollars via une offre initiale de pièces en 2017, avant l'interdiction chinoise sur les ICO.
En 2018, Tron a migré de la blockchain Ethereum vers son propre réseau, se positionnant comme concurrent d'Ethereum. Cette transition a entraîné une croissance rapide de sa capitalisation boursière, le classant parmi les 10 principales cryptomonnaies.
En 2019, Tron a atteint une capitalisation d'environ 1,6 milliard USD. BitTorrent a commencé à émettre son propre jeton sur Tron en février 2019.
En octobre 2019, Tron a conclu un partenariat avec Samsung pour intégrer TRX dans les applications mobiles de la société.
En 2021, l'ETN TRX de VanEck (VTRX) a été approuvé par la Bourse de Francfort et coté dans 14 pays de l'UE. En décembre 2021, Tron est devenu une organisation autonome décentralisée (DAO) entièrement gérée par la communauté.
Le 1er avril 2022, TRX a été listé sur Binance.US. En mai 2022, Tron a été désigné comme infrastructure blockchain officielle par la Dominique, et TRX est devenu une monnaie légale dans le pays. Le 20 mai 2022, Crypto Finance a ajouté le support pour TRX, suivi par Fireblocks le 24 mai qui a ajouté le support pour TRX et tous les tokens TRC20.
En juin 2022, TRX a été listé sur plusieurs plateformes internationales dont l'échange thaïlandais Bitkub, l'échange mexicain Bitso, et l'échange japonais DMM Bitcoin. Le 29 août 2022, OKCoin Japan est devenu le premier échange japonais à offrir des services de staking pour TRX.
TRX a également été adopté par plusieurs services financiers dont le processeur de paiement britannique Plisio en juillet 2022, la plateforme Blockchain.com en septembre 2022, et la société de services financiers Guardarian en novembre 2022.
En 2024, Tron a formé avec Tether et TRM Labs le groupe "T3" contre la criminalité financière. En 2025, l'émission d'USDT sur Tron a dépassé 75,7 milliards USD, dépassant Ethereum.